# Czirók Márton
Czirók Márton (Budapest, 1990. augusztus 5. –) 4-szeres magyar bajnok, 14-szeres magyar válogatott amerikaifutball-játékos, a Fehérvár Enthroners elkapója.

## Pályafutása
2009-ben kezdett el amerikaifutballozni, a Budapest Eagles csapatánál. Első szezonját 2010-ben játszotta, ahol a Divízió II-ben az Eagles csapatát 3 győzelemre vezette irányítóként, ezzel 5. helyen zártak. 2011-ben az Eagles bejutott a rájátszásba, ám a wild card körben egyből kiestek a Cowboys 2 ellen.
2012-ben átigazolt a Divízió II friss győzteseként az újonnan alakult HFL-ben induló Budapest Hurricanes csapatához, ahol Bencsics Márk volt az irányító, így Czirók elkapóként, illetve csereirányítóként kamatoztatta tudását. A szezont az osztrák harmadosztályban és a HFL-ben is ezüstéremmel zárták.
2013-ban a Hurricanes csapata a HFL-t veretlenül megnyerte, míg a Hurricanes II csapata a divízió II-ben szerepelt, ahol Czirók irányítóként jeleskedett.
A 2014 elején Bencsics sérülése miatt az első csapatban is kezdő irányítót játszott a CEI Interligában, miközben a harmadosztályban ezüstéremhez segítette a Hurricanes II csapatát. A 2014-es HFL szezonban már Bencsics irányított, Czirók elkapóként játszva szerzett ezüstérmet az élvonalban.
A Hurricanes a szezon után feloszlott, Czirók pedig leszerződött a Budapest Wolves csapatához, akik első számú irányítót kerestek, ám Bencsics is a csapathoz szerződött, így Czirók a tavasz folyamán átigazolt a finn másodosztályú Kouvola Indians csapatához. 2015 szeptemberében megszerezte a magyar válogatott első pontjait Csehország ellen egy irányítófutásból.
2016-ban hazatért a Budapest Cowbells csapatához, ahol Váry Tamás mögött második számú irányító, illetve elkapó pozícióban szerepelt. A szezon remekül sikerült, Czirók az év legjobb támadójátékosa lett, ám a HFL-döntőben alulmaradtak a Miskolc Steelers ellen. 2016-ban a válogatottban elkapóként szerepelt, és 2 touchdownt is szerzett Lengyelország ellen. 2016 novemberében elnyerte az év felnőtt játékosa címet.
A 2017-es szezonban a Cowbells első számú irányítója lett, ám a 3. forduló után Váry visszakapta a QB posztot, Czirók pedig újra elkapóként játszott innentől. A bajnokság folyamán nem volt kiemelkedő a teljesítménye, amit a kisebb-nagyobb sérüléseinek is köszönhetett, ám a döntőben két elkapott touchdownnal segítette bajnoki címhez csapatát, mellyel a Hungarian Bowl MVP-címét is elnyerte.
2018-ban elkapóként kezdte a szezont, de a Wolves elleni súlyos vereség után az alapszakasz közepén átvette az irányító posztot Várytól. 2019-ben újra elkapóként játszott a Cowbells csapatában. Mindkét évben elődöntőig jutott a csapattal.
A 2020-as szezonra újra a Budapest Wolves csapatához igazolt.Ebben az évben a Covid19 járvány miatt a HFL elmaradt, a Divízió I-ben játszott Czirók, ám a Wolves az alapszakasz után visszalépett a további küzdelmektől. A 2021-es szezonban a Wolves első számú elkapójaként bajnoki címet szerzett. A 2022-es szezonban a csapattal ezüstérmet szerzett, 2023-ban pedig újra magyar bajnok lett.
A 2024-es évben az European League of Football résztvevő Fehérvár Enthroners csapatához igazolt.

### Válogatott
Czirók tagja volt a válogatott legelső, 2015-ös keretének, és ő szerezte (irányító pozícióban, egy irányítófutással) a válogatott első pontjait. 2016-tól a válogatottban elkapóként szerepelt, ő szerezte a csapat első elkapott touchdown-ját is a lengyel csapat ellen. Részese volt a csapat első 14 mérkőzésének.
A 2023-as Európa-bajnokságon a válogatott 9. helyezést ért el, Czirók pedig a mérkőzés előtt bejelentette, hogy a találkozó után visszavonul a válogatott szerepléstől. A meccs első touchdownja a nevéhez fűződött. Így a válogatottban 7 touchdown szerepel a neve mellett (2 TD a lengyelek elleni, 1-1 a három csehek ill. a két szlovákok elleni meccsen).

## Média
Czirók a Story4 csatornán mutatkozott be NCAA mérkőzések szakkommentátoraként, majd az Arena4 megalakulása után, 2020-tól az NFL mérkőzések egyik szakkommentátora is.